# José Manuel Duarte Cendán
José Manuel Duarte Cendán (ur. 11 sierpnia 1936 w Madrycie, zm. 22 listopada 2022) – hiszpański polityk i lekarz psychiatra, senator, poseł do Parlamentu Europejskiego II i III kadencji.

## Życiorys
Ukończył studia medyczne na Uniwersytecie w Kadyksie, specjalizował się w zakresie psychiatrii. Pracował jako inspektor w organie administracji zajmującym się służbą zdrowia, a także jako dyrektor ds. ambulatoriów i ubezpieczeń w kasie ubezpieczeń w Kadyksie.
W 1975 był współzałożycielem Ludowej Partii Socjalistycznej w regionie. Od 1975 do 1976 był jej sekretarzem w prowincji Kadyks, a następnie (do czasu zjednoczenia z PSOE w 1978) zasiadał w jej władzach krajowych i przewodniczył strukturom partii w Andaluzji. W 1977 został po raz pierwszy wybrany do Senatu w okręgu Kadyks z listy Por un Senado Democrático. Początkowo przystąpił do grupy senatorów progresywnych i niezależnych socjalistów, następnie w kwietniu 1978 przeszedł do klubu PSOE. Z listy socjalistów uzyskiwał reelekcję do Senatu w 1979 i 1982.
W styczniu 1986 objął mandat posła do Parlamentu Europejskiego w ramach delegacji krajowej. W 1987 został wybrany do Europarlamentu w wyborach powszechnych. W 1989 bez powodzenia ubiegał się o reelekcję, mandat objął jednak we wrześniu 1990 w miejsce Francisca Olivy Garcíi. Przystąpił do Partii Europejskich Socjalistów, był m.in. wiceprzewodniczącym Delegacji ds. stosunków z Polską (1992–1994) i Delegacji do Wspólnej Komisji Parlamentarnej UE-Polska (1994).